# Probleem van mentale oorzakelijkheid
Het probleem van mentale oorzakelijkheid of causaliteit komt neer op de vraag of – en zo ja, hoe – bewuste handelingen worden veroorzaakt door bewuste gedachten/intenties.
Het is een begripsmatig probleem in de filosofie van de geest bestaande uit een aantal onderliggende problemen en oplossingen.
In eerste instantie bestaat er geen twijfel over dat intentionele mentale gebeurtenissen dikwijls intentionele fysieke gebeurtenissen of acties kunnen veroorzaken en vice versa. Voorbeelden van fysiek-naar-mentaal zijn; dat alcohol drinken het concentratievermogen verminderd, of dat op de grond vallen pijn kan veroorzaken. Voorbeelden van mentaal-naar-fysiek zijn; dat iemand door schaamte kan gaan blozen, of dat een begroetingswens iemands arm kan laten stijgen.
Maar als we de vraag stellen hoe de interactie tussen mentaal en fysiek oorzakelijk gezien tot stand kan komen lopen we tegen het probleem van mentale oorzakelijkheid aan.

## Onderliggende problemen
Het probleem van mentale oorzakelijkheid kan worden onderverdeeld in een aantal (afzonderlijke) onderliggende problemen. Waaronder het probleem van causale exclusie of uitsluiting, het probleem van anomalisme of abnormaliteit en het probleem van externalisme. Het onderliggende probleem dat de meeste aandacht heeft getrokken in de filosofische literatuur is het probleem van causale exclusie.

### Probleem van exclusie
Wat onze lichamelijke beweging betreft hoeven we niet buiten onze menselijke fysiologie te treden om zodoende de causale voorgeschiedenis daarvan te achterhalen. Intentionele handelingen kunnen volledig en causaal verklaard worden aan de hand van de (opzichzelfstaande) fysiologische werking. Een aparte vermelding van mentale toestanden met een dergelijke verklaring is daarom overbodig. Dit kan filosofen verontrusten want mentale toestanden lijken van cruciaal belang te zijn wanneer een persoon tot acties overgaat. Aangezien het feit dat de fysiologie voldoende is om een actie uit te voeren lijken de mentale toestanden overbodig te zijn; ze lopen daarmee het risico om op causaal en verklarend vlak irrelevant te zijn met betrekking tot een menselijke handeling.
Veel filosofen beschouwen die schijnbare irrelevantie als een zeer contra-intuïtieve en ongewenste positie om in te nemen. Het leidt dan uiteindelijk naar epifenomenalisme, het standpunt dat stelt dat mentale toestanden causaal gezien irrelevant zijn, het zijn slechts na-effecten die verder geen causale rol spelen. Epifenomenalisme werd als eerste geformuleerd door Thomas Huxley, hij vergeleek mentale toestanden met de stoom die uit een locomotief komt. Want de stoom speelt geen causale rol in het vooruitgaan van de trein, het is slechts een 'emergente eigenschap' van de werkelijke oorzakelijkheid, die zich in de motor begeeft.

### Probleem van anomalisme
Een ander probleem met mentale oorzakelijkheid is dat mentale toestanden 'abnormaal' lijken, dit is omdat er geen wetenschappelijke wetten zijn om ze te omschrijven; zonder bepaalde uitzonderingen te maken. Er zijn geen strikte wetten, terwijl mentale toestanden moeten daaronder vallen voordat ze opgenomen kunnen worden door de huidige wetenschap.
Een reactie is de ontkenning dat psychologische wetten (ten opzichte van mentale toestanden) strikte wetten vereisen zonder uitzonderingen. Jerry Fodor stelt dat sommige natuurwetenschappen (zoals biologie en scheikunde) ceteris paribus-wetten hanteren die wel met uitzonderingen werken. Daartegenover staan de exacte wetenschappen (zoals de natuurkunde) die wel strikte wetten zonder uitzonderingen hanteren. Hoewel de mentale toestanden 'abnormaal' zijn, kunnen ze nog steeds toegepast worden als de respectabele wetenschappelijke wetten van de psychologie.

### Probleem van externalisme
Externalisme is ruwweg de opvatting dat bepaalde onderdelen in de omgeving van het individu een cruciale rol spelen in de betekenis van (ten minste enkele) woorden afkomstig van het individu. Een thesis over betekenis beïnvloedt de geest in zoverre dat onze gedachten gaan over hetgeen zich in de wereld afspeelt. Een veelvoorkomende opvatting in de filosofie van de geest is dat sommige mentale toestanden intentionaliteit bevatten. Bijvoorbeeld iemands overtuiging dat water nat is heeft als semantische inhoud: water is nat, de gedachte gaat over water en de omstandigheid is dat het nat is. De betekenis van woorden als gedachten of mentale inhoud zijn in die zin afhankelijk of worden gevormd door externe factoren buiten de geest. Dit wordt ook wel specifiek semantisch externalisme genoemd en wordt bijvoorbeeld aangekaart met het concept van de tweeling-aarde. Als externalisme klopt – dus als minimaal een deel van de inhoud van iemands gedachten gevormd wordt door externe factoren buiten de geest – dan is er nog een moeilijkheid die kan verklaren hoe de mentale toestanden fysieke toestanden kunnen veroorzaken.

## Oplossingen
Er zijn diverse opties mogelijk als het gaat om de antwoorden op het fundamentele probleem van mentale causaliteit.

### Dualistische oplossingen
Sommigen beweren dat het mentale en fysieke nogal verschillen van elkaar, desondanks kunnen ze wel causaal met elkaar interageren. Dit standpunt kan teruggevoerd worden tot aan de werken van René Descartes en wordt wel interactionistisch dualisme genoemd. Het grootste probleem waar interactionistisch dualisme mee geconfronteerd is een bevredigende verklaring geven voor het begrip oorzakelijkheid; die uitlegt hoe ruimteloze mentale gebeurtenissen causaal kunnen interageren met fysieke gebeurtenissen. Volgens het wereldbeeld in de huidige (mainstream) wetenschap is de fysieke wereld causaal gesloten. Dit betekent dat causale relaties alleen standhouden tussen fysieke gebeurtenissen in de fysieke wereld. Aangezien dit soort overwegingen beweren sommigen dat de veronderstellingen vanuit het interactionistisch dualisme het probleem van mentale causaliteit eerder genereren in plaats van oplossen.

### Fysicalistische oplossingen
Een andere belangrijke mogelijkheid is de stelling dat mentale gebeurtenissen (ten minste voorwaardelijk) identiek zijn aan fysieke gebeurtenissen. Dit soort opvattingen vallen onder de algemene rubriek die fysicalisme of materialisme wordt genoemd. Dergelijke standpunten vereisen een bepaalde theorie die uitlegt hoe mentale gebeurtenissen fysiek van aard kunnen zijn. Een voorbeeld van zo'n theorie is het behaviorisme stellende dat mentale toestanden slechts beschrijvingen zijn van iemands gedrag, ze bezitten dus geen eigen werkelijkheid. Een andere theorie is identiteitstheorie stellende dat mentale toestanden identiek zijn aan fysieke toestanden. Een recentere theorie is het functionalisme met als kerngedachte dat mentale toestanden als functionele toestanden opgevat kunnen worden. Een mentale toestand zoals vertrouwen, verlangen of voelen is opgebouwd uit functionele relaties tussen andere mentale toestanden, oftewel een kwestie van zintuiglijke input en gedraging als output zoals een input-output-systeem. Tot slot is er eliminatief materialisme, dat gewoonweg ontkent dat er sprake is van dergelijke mentale toestanden, met andere woorden er is geen probleem van mentale causaliteit. De vier laatstgenoemde theorieën vallen allemaal onder reductionistisch fysicalisme, dat wil zeggen dat mentale toestanden gereduceerd kunnen worden tot een gedraging, hersentoestand of een functionele toestand.
Het fysicalisme is niet noodzakelijkerwijs reductionistisch want er zijn ook varianten die mentale toestanden niet herleiden tot het materiële, zoals bijvoorbeeld hersentoestanden, dit valt onder het niet-reductionistische fysicalisme. Bijvoorbeeld het emergentisme, die stelt dat mentale toestanden (geest of bewustzijn) ontstaat door middel van emergentie, het proces waarbij grotere entiteiten kunnen ontstaan door een verzameling van kleinere of eenvoudigere entiteiten; die zelf geen dergelijke eigenschappen vertonen. Een specifiekere vorm is superveniëntie, waarbij mentale toestanden 'superveniëren' op fysieke toestanden. Er wordt daarbij een onderlinge functionele afhankelijkheid beschreven, namelijk dat er alleen een verandering in de mentale toestand kan optreden mits er een verandering in de (onderliggende) fysieke toestand optreedt.
Dit kan naar een specifiekere vorm van fysicalisme leiden die causaal-reductief fysicalisme wordt genoemd. Waarbij mentale toestanden causaal gezien wel reduceerbaar zijn maar ontologisch gezien zijn ze niet reduceerbaar. De mentale toestanden hebben een eigen oorzakelijke kracht die los staat van hun fysieke oorzakelijkheid, dit wordt ook wel het mentalisme genoemd. Voorbeelden hiervan zijn het biologisch naturalisme van John Searle en het naturalistisch dualisme van David Chalmers.
Andere filosofische stromingen die een oplossing bieden voor mentale oorzakelijkheid zijn o.a. het idealisme, neutraal monisme, trialisme, pluralisme, panpsychisme, nieuw mysterianisme en de fenomenologie.

### Aangeboren kennis
Een andere benadering van mentale oorzakelijkheid is gebaseerd op de filosofieën van Immanuel Kant, Noam Chomsky en Steven Pinker. Deze filosofen benadrukken het effect van de ingebouwde aspecten van de geest, die bestudeerd worden op het gebied van psychologisch nativisme, beter bekend als aangeboren kennis.
Immanuel Kant (1724-1804) wees erop dat we onze ervaring van dingen vormen door de filter van onze geest. Dit standpunt wordt ook wel epistemologisch solipsisme genoemd; oftewel men kan er alleen zeker van zijn dat iemands eigen geest bestaat. Kant geloofde dat de concepten van ruimte en tijd zijn voorgeprogrammeerd in het menselijk brein als het idee van oorzaak en gevolg. We hebben nooit een directe ervaring van dingen, de noumenale wereld, wat we wel ervaren is de fenomenale wereld en die wordt overgebracht door onze zintuigen, deze overdracht wordt verwerkt door de machine van de geest en het zenuwstelsel. Kant richtte zich op die verwerking en geloofde in a priori kennis die onafhankelijk van ervaring verkregen kan worden. Hij dacht dat sommige aspecten van de geest zijn filtermechanismen ontdekt kunnen worden door middel van introspectie.
Hoewel Kant de kwestie van ingebouwde aspecten van de geest heeft aangekaart, zijn de gegevens (gebaseerd op de wetenschap destijds) achterhaald geworden. Noam Chomsky bracht de kwestie van inherente programmering van de geest weer ter sprake. Als voorbeeld gaf Chomsky dat de verwerving van taal bij kinderen is vastgelegd in de hersenen. Volgens Chomsky bewijst de snelle beheersing van taalcomplexiteit bij kinderen dat; er een aangeboren vermogen is geprogrammeerd in de ontwikkeling van de menselijke geest vanaf de geboorte, die niet verklaard kan worden door het 'schone lei' standpunt. De geest heeft een ingebouwde neiging om symbolische representaties te verwerken. Volgens Steven Pinker ligt de oorsprong van dit vermogen in de darwinistische strijd, die heeft een bepaalde overlevingswaarde van communicatiemogelijkheid vastgesteld. Volgens Pinker gaf Charles Darwin aan dat; “taalvaardigheid een 'instinctieve neiging is om kunst te verwerven', dit is niet specifiek een vermogen van de mens, want het komt ook voor bij andere soorten zoals zang lerende vogels.” Deze observatie wordt sterk ondersteund door de onderzoeken over kraaien.
Dit werk suggereert dat; hoewel een fysische theorie een intermediair is tussen onze waarnemingen en onze opvattingen over de verbindingen daartussen, is het een uitgebreide mentale constructie oftewel een versmelting van de manier waarop de geest en objectieve waarnemingen werken. Hoewel er een fysische theorie wordt gebruikt om verbindingen tussen objectieve gebeurtenissen te bepalen, is de specifieke vorm van de theoretische constructie wel een product van subjectieve activiteiten, die vorm heeft wellicht betrekking op de hersenwerking.
Kortom, intentionele fysieke gebeurtenissen vanuit mentale causaliteit zouden vanuit een aangeboren werking van de menselijke hersenen verklaard kunnen worden.